# Niedźwiedzkie, Olecko
Niedźwiedzkie este un sat din districtul administrativ Gmina Wieliczki, în powiat olecko, voievodatul Varmia și Mazuria, în nordul Poloniei. Satul are o populație de 270 de persoane.
Înainte de 1945 a fost parte a Germaniei (Prusia de Est).